# Koncertisszimo
A Koncertisszimó 1968-ban bemutatott magyar rajzfilm, amelyet Gémes József rendezett. A mozifilm a Pannónia Filmstúdió gyártásában készült.

## Alkotók
- Írta: Bélai István
- Rendezte: Gémes József
- Operatőr: Harsági István

Készítette a Pannónia Filmstúdió.